# Unity (Oregon)
Unity è una città degli Stati Uniti d'America situata nell'Oregon, nella Contea di Baker.